# Front Range Urban Corridor

Carte du Front Range Urban Corridor au Colorado et au Wyoming.

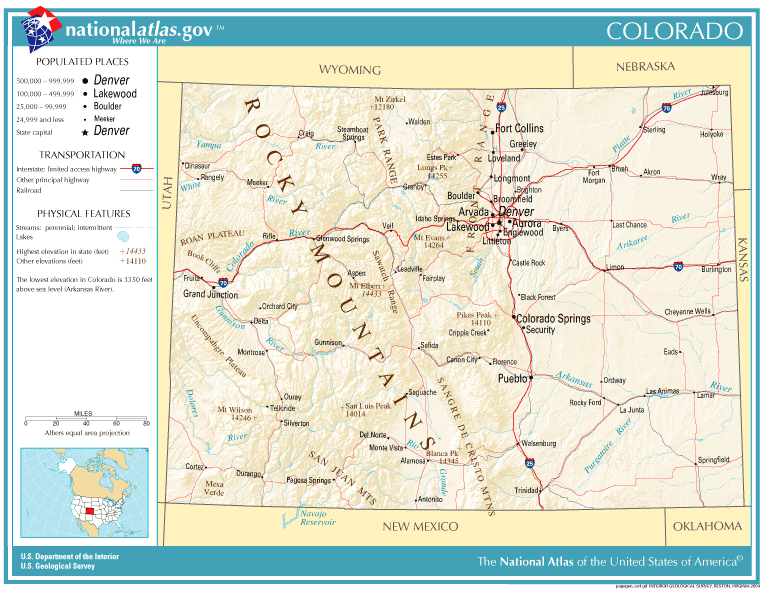
Carte routières du Colorado.

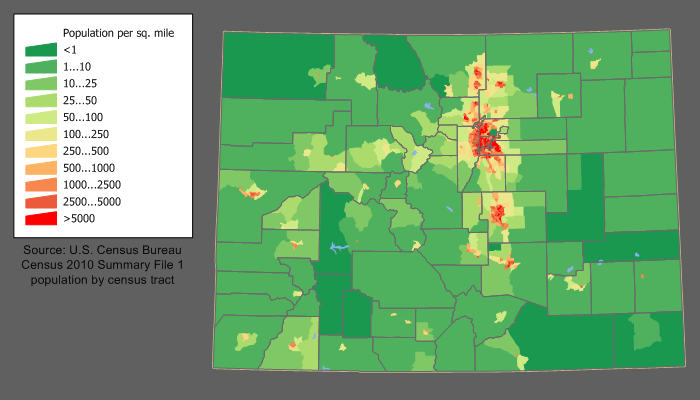
Carte des densités de population du Colorado.

Le Front Range Urban Corridor (Corridor Urbain du Front Range) est une région urbaine qui s'étend immédiatement à l'est du Front Range, une cordillère des montagnes Rocheuses, dans les États américains du Colorado et du Wyoming.  Selon le bureau du recensement des États-Unis, la population était estimée en 2007 à 4 175 239 habitants ce qui représente une augmentation de 13,21 % depuis le recensement de 2000.
Le corridor urbain s'étend le long de l'Interstate 25, de Pueblo (Colorado) au sud jusqu'à Cheyenne (Wyoming) au nord. Il englobe la zone métropolitaine Denver-Aurora, et les zones métropolitaines de Colorado Springs, Boulder, Fort Collins-Loveland, Greeley, Pueblo, Cheyenne et Cañon City.
La partie allant de Pueblo à Fort Collins est appelée Colorado Front Range.

## Aires urbaines du Front Range Urban Corridor
| Zone statistique      | Pop. 2007 | Comté                           | Pop. 2007 | Pop. 2000 | Δ Pop.   |
| --------------------- | --------- | ------------------------------- | --------- | --------- | -------- |
| Denver-Aurora         | 2 464 866 | Denver                          | 588 349   | 554 636   | +6,08 %  |
| Denver-Aurora         | 2 464 866 | Comté d'Arapahoe (Colorado)     | 545 089   | 487 967   | +11,71 % |
| Denver-Aurora         | 2 464 866 | Comté de Jefferson (Colorado)   | 529 354   | 527 056   | +0,44 %  |
| Denver-Aurora         | 2 464 866 | Comté d'Adams (Colorado)        | 422 495   | 363 857   | +16,12 % |
| Denver-Aurora         | 2 464 866 | Comté de Douglas (Colorado)     | 272 117   | 175 766   | +54,82 % |
| Denver-Aurora         | 2 464 866 | Comté de Broomfield (Colorado)  | 53 691    | 0         | -        |
| Denver-Aurora         | 2 464 866 | Comté d'Elbert (Colorado)       | 22 720    | 19 872    | +14,33 % |
| Denver-Aurora         | 2 464 866 | Comté de Park (Colorado)        | 17 004    | 14 523    | +17,08 % |
| Denver-Aurora         | 2 464 866 | Comté de Clear Creek (Colorado) | 8 956     | 9 322     | -3,93 %  |
| Denver-Aurora         | 2 464 866 | Comté de Gilpin (Colorado)      | 5 091     | 4 757     | +7,02 %  |
| Colorado Springs      | 609 096   | Comté d'El Paso (Colorado)      | 587 272   | 516 929   | +13,61 % |
| Colorado Springs      | 609 096   | Comté de Teller (Colorado)      | 21 824    | 20 555    | +6,17 %  |
| Boulder               | 290 262   | Comté de Boulder (Colorado)     | 290 262   | 291 288   | -0,35 %  |
| Fort Collins-Loveland | 281 620   | Comté de Larimer (Colorado)     | 281 620   | 251 494   | +11,98 % |
| Greeley               | 243 750   | Comté de Weld (Colorado)        | 243 750   | 180 936   | +34,72 % |
| Pueblo                | 152 081   | Comté de Pueblo (Colorado)      | 152 081   | 141 472   | +7,50 %  |
| Cheyenne              | 86 353    | Comté de Laramie (Wyoming)      | 86 353    | 81 607    | +5,82 %  |
| Cañon City            | 47 211    | Comté de Fremont (Colorado)     | 47 211    | 46 145    | +2,31 %  |
| Total                 | Total     | Total                           | 4 175 239 | 3 688 182 | +13,21 % |